# Hraniční přechod Vejprty–Bärenstein
Hraniční přechod Vejprty–Bärenstein (německy Grenzübergang Bärenstein–Vejprty) je bývalý silniční hraniční přechod, který se nachází na česko-německé státní hranici na hraničním úseku XVI/1–XVI/2 mezi českým městem Vejprty (okres Chomutov, Ústecký kraj) a německou obcí Bärenstein (zemský okres Krušné hory, spolková země Sasko). Přechod leží na přemostění říčky Polava v nadmořské výšce 699 m n. m. na silnici II/219. Před zrušením byl určen pro pěší, cyklisty, motocykly a osobní automobily.
Hraniční přechod byl zrušen při vstupu České republiky do Schengenského prostoru v roce 2007. V případě dočasného znovuzavedení ochrany vnitřních hranic je provoz na hraničním přechodu upraven Sdělením Ministerstva vnitra č. 395/2021 Sb.